# كأس شمال مقدونيا 2005–06
كأس شمال مقدونيا 2005–06 هو موسم من كأس مقدونيا. كان عدد الأندية المشاركة فيه 32، وفاز فيه اف كي مقدونيا.